# トニー・ドゥーガン
トニー・ドゥーガン（Tony Doogan）は、イギリスの音楽プロデューサー、エンジニア。地元グラスゴーを中心に世界的に活躍中。

## 手がけたアーティスト
- ART-SCHOOL
- くるり
- スーパー・ファーリー・アニマルズ
- ダーティ・プリティ・シングス
- デルガドス
- ベル・アンド・セバスチャン

など多数。
| スタブアイコン | サブスタブ | この項目は、まだ閲覧者の調べものの参照としては役立たない、人物に関連した書きかけの項目です。この項目を加筆・訂正などしてくださる協力者を求めています（P:人物伝/PJ:人物伝）。 |